# 문성호 (배우)
문성호(1972년 10월 24일 ~ )는 대한민국의 배우이다.

## 출연작

### 드라마
- 《가면》 (2015년, SBS) - 남철 역
- 《결혼작사 이혼작곡》 (2021년, TV조선) - 서반 역
- 《결혼작사 이혼작곡 2》 (2021년, TV조선) - 서반 역
- 《결혼작사 이혼작곡 3》 (2022년, TV조선) - 서반 역

### 연극
- 《아리랑 랩소디》
- 《오이디프스》
- 《아름다운인생》
- 《대대손손》